# Proxima Thulé
 (juillet 2012).
Si vous disposez d'ouvrages ou d'articles de référence ou si vous connaissez des sites web de qualité traitant du thème abordé ici, merci de compléter l'article en donnant les références utiles à sa vérifiabilité et en les liant à la section « Notes et références ».
Proxima Thulé, dont le sous-titre est Revue d'études nordiques, est une publication fondée en 1992, par l'universitaire français François-Xavier Dillmann, directeur d'études émérite d'histoire et philologie de la Scandinavie ancienne et médiévale à l'École pratique des hautes études (section des Sciences historiques et philologiques), correspondant de l'Institut (Académie des inscriptions et belles-lettres) et membre étranger de plusieurs Académies et Sociétés royales de Norvège et de Suède.
Elle est éditée par la Société des études nordiques, dont le siège social est établi à l'École pratique des hautes études, en Sorbonne.
Sa diffusion est assurée par les éditions Honoré Champion. La même société édite également une collection intitulée «  Studia Nordica », dont un titre a été publié en 1997 : 
Les articles publiés dans Proxima Thulé sont dus à des spécialistes français ou étrangers de la Scandinavie ancienne et médiévale. Ils sont rédigés ou traduits en français et couvrent l'ensemble des disciplines historiques, archéologiques et philologiques.
Sept volumes de Proxima Thulé, qui est l'unique revue francophone dans ce domaine d'études, ont été publiés depuis 1994.

## Sommaires des numéros de la revue
N°1 (automne 1994) : Frédéric Durand, Un instrument de navigation des Vikings ? À propos d’une découverte archéologique au Groenland • Else Roesdahl, Les fortifications circulaires de l’époque viking au Danemark • Lucien Musset, Danois et Anglais au temps des Vikings • Gillian Fellows-Jensen, Les noms de lieux d’origine scandinave et la colonisation viking en Normandie • Vladimir Vodoff, Les Vikings sur la route de l’est • Pirkko-Liisa Lehtosalo-Hilander, Bijoux et modes vestimentaires en Finlande à l’époque viking • Jan Ragnar Hagland, Les découvertes d’inscriptions runiques de Bergen et Trondheim • François-Xavier Dillmann, Chronique des études nordiques (Les Vikings) • Ouvrages reçus.
N°2 (printemps 1996) : Carl-Martin Edsman, La fête de l’ours chez les Lapons. Sources anciennes et recherches récentes sur certains rites de chasse aux confins septentrionaux de la Scandinavie • François-Xavier Dillmann, Les runes dans la littérature norroise. À propos d’une découverte archéologique en Islande • Bjarne Fidjestøl, La poésie de cour en Scandinavie à l’époque des Vikings • Sverre Bagge, La Sverris saga, biographie d’un roi de Norvège • Lucien Musset, L’œuvre de Sven Aggesen, chroniqueur danois du Moyen Âge • François-Xavier Dillmann, Chronique des études nordiques (Les Gesta Danorum de Saxo Grammaticus) et Notices bibliographiques • Ouvrages reçus. 
N°3 (printemps 1998) : Else Roesdahl, L’ivoire de morse et les colonies norroises du Groenland • Arnold Dalen, Les origines et la terminologie du ski en Scandinavie • Marie Stoklund, Les découvertes d’inscriptions runiques de Nydam • Allan Karker et Povl Skårup, Trois noms de personnes scandinaves en Normandie • François-Xavier Dillmann, Chronique des études nordiques (Éditions de sources norroises, Un dictionnaire de vieux norrois et Présence de Georges Dumézil) • François-Xavier Dillmann et Frédéric Durand, Notices bibliographiques • Ouvrages reçus. 
N°4 (printemps 2000) : Frédéric Durand, L’Anse aux Meadows, porte océane de l’Amérique norroise • Lucien Musset, Autour de Knut le Grand, roi d’Angleterre, de Danemark et de Norvège • Vésteinn Ólason, Les sagas islandaises, genre littéraire à la croisée de deux univers • François-Xavier Dillmann, Snorri Sturluson et l’Histoire des rois de Norvège • François-Xavier Dillmann, Chronique des études nordiques (Une nouvelle édition de la Heimskringla • Monographies et actes de colloque sur Snorri Sturluson et son œuvre) • François-Xavier Dillmann et Frédéric Durand, Notices bibliographiques • Ouvrages reçus. 
N° 5 (printemps 2006) : Else Roesdahl et Marie Stoklund, Un crâne de morse gravé de runes. À propos d’une découverte récente dans un musée du Mans • Arnold Dalen, La situation linguistique de la Norvège envisagée dans une perspective historique • François-Xavier Dillmann, La Rígsþula. Traduction française du poème eddique • Aaron J. Gourevitch, À propos des interprétations de la Rígsþula • Elena Balzamo,  Autour du conte étiologique • Elena Balzamo, La fortune littéraire des frères Johannes et Olaus Magnus ou les enjeux de la traduction • Elena Gourevitch, Les études norroises en Russie depuis la fin de l'ère soviétique • Ouvrages reçus.
N°6 (automne 2009) : Anders Hultgård, Fimbulvetr ou le Grand Hiver. Étude comparative d’un aspect du mythe eschatologique des anciens Scandinaves • François-Xavier Dillmann, « Brûler ses vaisseaux ». Remarques comparatives sur un épisode de l’Histoire des rois de Norvège de Snorri Sturluson • Jan Ragnar Hagland, Les inscriptions runiques d’Irlande • Lennart Elmevik, « Il était hospitalier et éloquent ». Sur les épithètes laudatives dans les inscriptions runiques de Suède à l’époque viking • Elena Balzamo, Olaus Magnus savait-il dessiner ? Quelques réflexions et hypothèses au sujet des vignettes de l’Historia de gentibus septentrionalibus • Marie-Christine Skuncke, Gustave III de Suède et l’Opéra • Ouvrages reçus. 
N° 7 (automne 2023) : François-Xavier Dillmann, La défense de l’Islande à l’époque ancienne. Remarques sur deux récits de Snorri Sturluson • Jan Ragnar Hagland : Le statut du queux sur les bâtiments de guerre de la « levée navale » dans la Norvège médiévale • Jean Haudry : La « guerre de fondation » : une innovation commune italo-germanique • Anders Hultgård : Remarques comparatives sur les Vafþrúðnismál • Vincent Samson : L’inscription runique du bois de lance de Kragehul (Danemark, Ve siècle) • Håkan Rydving : Le roi Gustave-Adolphe de Suède et les Lapons • Les collaborateurs de ce volume.